# Crónica (género periodístico)
La crónica es un género periodístico híbrido el cual participa a la vez de los rasgos de los géneros informativos e interpretativos, con predominio de los primeros sobre los segundos.

## Concepto
Narra una serie de hechos secuenciales que constituyen una noticia en un ámbito concreto de la vida social durante un periodo cronológico breve o dilatado, que puede llegar a ser de una semana, una quincena, un mes e incluso un año. Esos hechos están en forma ordenada y detallada y pueden ser de distintas temáticas: crónica deportiva, política, de sociedad... Es un escrito de no ficción que se emplea mucho en la prensa periódica impresa o electrónica. Se diferencia de la noticia en que su carácter es menos puntual: intenta dar visiones completas y ordenadas de acontecimientos que tienen un desarrollo, desde su principio hasta el final; es más de carácter narrativo que descriptivo, y se pretende equidistante entre la información y la interpretación.

## Características de la crónica
La crónica, como una narración propia del periodismo literario, se encuentra entre la información y la interpretación. Este género cuenta con ciertas características:
El autor es testigo presencial de los hechos
Leila Guerriero plantea que la crónica se construye más sobre el arte de mirar y permanecer que en hacer preguntas. Además, hace hincapié en la necesidad del “reporteo” o “trabajo de campo” por parte del cronista con la idea de que “para ver no solo hay que estar; para ver hay que hacerse invisible”. Por su parte, Tomás Eloy Martínez también plantea la necesidad de la presencia del autor en el escenario o situación donde transcurren los hechos, pero considera que el arte de interrogar y verificar los datos constantemente es fundamental en la labor del cronista.
Sobre la forma de narrar
Guerriero apunta a que cada descripción o recurso propio de un texto literario dentro de la crónica tiene un sentido en sí mismo y no está allí como adorno literario con fines meramente estéticos. Yanes Mesa plantea que la crónica se distingue por el sello de su autor y que ello forma la esencia misma del texto. En ese sentido, se destaca la libertad expresiva en el estilo o la forma de narrar y el estilo creativo del autor.  Se informa literariamente pero sin perder las características de claridad, sencillez y precisión.
El cruce entre información e interpretación
Para Yanes Mesa presenta una inequívoca faceta informativa pero es algo más que pura información ya que su identidad está determinada por la función interpretativa y la valoración de lo narrado. Por ello puede considerarse un género ambivalente o un género mixto entre el periodismo informativo y el periodismo de opinión. Para Martínez Albertos la crónica es la narración de una noticia con ciertos elementos valorativos, que siempre deben ser secundarios respecto al relato del hecho que la origina.  En la equidistancia entre la información y la interpretación, Guerriero plantea, además, la necesidad de trascender lo meramente subjetivo y conectarse con un interés colectivo.
Temporalidad
Para Yanes Mesa hay un elemento esencial que marca la estructura de la crónica: la secuencia temporal.  Según Martínez Albertos, se trata de un texto que intenta reflejar lo acaecido entre dos fechas, de ahí le viene su origen etimológico.
Estructura
Debido a la libertad expresiva y estilística que posibilita el género de la crónica, su estructura no se ciñe a la estructura formal de la pirámide invertida. Según Yanes, en la crónica se distinguen claramente solo dos partes: la titulación y el cuerpo. Como componentes de la primera se pueden contemplar el título -que puede tener antetítulo y subtítulo-, y el lead -que en su defecto hace su función el primer párrafo. El cuerpo de la crónica tiene un estilo libre. La conclusión no está siempre al final del relato, pues muchos cronistas prefieren hacer la valoración al principio, e incluso en los titulares, mientras que la argumentación normalmente va a lo largo de todo el texto. Es un género con una estructura formal libre.
Límites éticos
En la crónica se plasma la visión personal pero se debe mantener la objetividad de lo acontecido. Guerriero, por su parte, apunta a la necesidad de ser exacto, lo que diferencia a la crónica de la ficción, en la que hay lugar para la invención.
Tipologías
Según Yanes, cuando su estilo le da un contenido preferentemente centrado en la función informativa sin llegar a ser una noticia, tenemos la crónica informativa; y cuando principalmente está inclinado hacia una valoración de lo sucedido sin olvidar la información, se trata de una crónica. valorativa.

## Importancia y relevancia de la crónica
La crónica es un género periodístico de gran importancia debido a su capacidad para brindar una perspectiva más profunda y contextualizada de los hechos y eventos que se relatan. A diferencia de la noticia, que se enfoca en informar de manera objetiva y concisa sobre los sucesos más recientes, la crónica permite una exploración más detallada y enriquecedora de la realidad.
Una de las principales contribuciones de la crónica es su habilidad para capturar la esencia humana y los aspectos sociales, culturales y emocionales que rodean un acontecimiento. A través de una narrativa cuidadosamente elaborada, el cronista puede transportar al lector a la escena de los eventos, brindando una experiencia vívida y estimulante.
La crónica no solo informa, sino que también entretiene y emociona al lector. Al utilizar recursos literarios y técnicas narrativas, como la descripción detallada, los diálogos y el uso de metáforas, la crónica logra generar una conexión más profunda con el público, despertando su interés y empatía hacia los temas tratados.
Además, la crónica permite abordar temas complejos y controversiales de manera más completa, analizando diferentes perspectivas y ofreciendo un panorama más amplio. Esto promueve la reflexión y el pensamiento crítico, fomentando un mayor entendimiento de los acontecimientos y sus implicaciones.
En la sociedad actual, donde la información está disponible en abundancia y de manera instantánea, la crónica se destaca por su capacidad para ofrecer un contenido de calidad y profundidad. Los lectores buscan historias bien elaboradas, que vayan más allá de la simple transmisión de datos, y la crónica cumple ese rol al proporcionar un relato más completo y enriquecedor.

## Clases de crónicas

### Según su contenido o tema
Crónicas de sucesos, crónica negra o crónica de tribunales
Narran hechos delictivos o violentos, accidentes y catástrofes; en exceso, conforma el llamado periodismo sensacionalista.
Crónicas políticas
Narran acontecimientos del mundo político nacional o internacional: por ejemplo, la noticia de la asunción del poder por un nuevo presidente puede ser convertida en una crónica si se narran todos los pormenores, curiosidades y otros datos relacionados con dicho evento político.
Crónicas deportivas
Se encargan de narrar cuidadosamente cómo se llevó a cabo un evento deportivo, un mundial de fútbol, un campeonato de tenis, incluso un partido de tenis, etcétera.
Crónica de sociedad también llamada "ecos de sociedad"
Relata secuencialmente cómo se produjo un determinado evento social: una boda real, el homenaje a la bandera, etc. No debe confundirse con el periodismo que trata temas sociales, es decir, los mismos que puede tratar ciencias sociales como la sociología: las relaciones sociales, la antiguamente llamada "cuestión social", las luchas sociales, las dinámicas familiares y generacionales (la vejez, la infancia), cuestiones de sexo y género, la educación, la pobreza, la marginación, el movimiento obrero, la etc.
Crónica de viajes
Cuentan en forma pormenorizada lo que significó el viaje a un lugar determinado y las experiencias que supuso, etc.

### Según el enfoque o intención del cronista
Crónica informativa o blanca
Puede llegar a confundirse con la noticia, sin embargo, como toda crónica conserva sus características que lo distinguen de una simple noticia (es un relato secuenciado y pormenorizado, no una mera y esquemática recopilación de datos). Es de estilo objetivo e imparcial y su intención es meramente informativa.
Crónica interpretativa u opinativa
A la mera narración de los hechos el cronista añade un juicio valorativo sobre los mismos y utiliza su estilo para dar su personal punto de vista u opinión al respecto. Es a la vez información y opinión. Como se señala en el Manual del periodismo de Vicente Leñero y Carlos Marín, "La crónica se ocupa del cómo suceden los hechos y, en el caso de la interpretativa, también del por qué". Cuando predomina la interpretación muy sesgada de los datos y muy cargada del llamado sensacionalismo, con un punto de vista ceñido al del ciudadano común, se habla entonces dentro de este mismo tipo de crónica amarilla.

## Antecedentes
La crónica ha sido uno de los medios más pertinentes para transmitir conocimientos históricos a las generaciones futuras. Según Martín Caparrós, el historiador griego Heródoto (484 - 425 a. C.), el llamado "padre de la historia", es tal vez el padre de la crónica, ya que dejó escritos excelentes sobre los viajes que realizaba en esa época. Durante siglos, era propia de los viajeros que la utilizaban para contar lo que veían en territorios desconocidos...
El nacimiento de la crónica como género historiográfico se desarrolló entre los siglos IX y XIV. Según historiadores de la literatura española,  “la proliferación de crónicas y obras historiográficas se dan en el occidente medieval desde principios del siglo XII”. A partir de esa época las crónicas comienzan a abarcar diversas temáticas: hay relatos sobre el nacimiento de un príncipe, el matrimonio real entre miembros de distintas monarquías o las defunciones de las familias más sobresalientes.
Sin embargo, el género empezó a adoptar un carácter más literario cuando se dedicó a contar las aventuras de los viajeros renacentistas y los intercambios culturales con América. Allí introducen narraciones, descripciones, creación de mundos imaginarios y alternativos, diálogos, retratos de personajes, comparaciones y demás recursos más propios de la ficción literaria que del rigor histórico.
En América, tuvo su momento con los relatos que los viajeros letrados de trajeron de la India. Algunos ejemplos son los Diarios de Cristóbal Colón o los Comentarios de Álvar Núñez Cabeza de Vaca.
El nacimiento de los primeros periódicos hizo que entre los artículos que en ellos se publicaban se fueran distinguiendo géneros periodísticos, y entre ellos la crónica, distinguiéndose claramente de las crónicas publicadas como obras historiográficas por "cronistas" que se consideraban historiadores y no "periodistas".
La crónica no historiográfica fue el modo de contar de una época que no tenía más recursos. Sus autores contaban los sucesos que presenciaban y los lugares que visitaban, tal como hicieron grandes referentes como José Martí y Rubén Darío a fines del siglo XIX.
Con el avance tecnológico como la aparición del cine y la televisión, la escritura como recurso para contar fue quedando atrás. Sin embargo, a mediados de 1960 la crónica tuvo un resurgimiento de la mano del llamado Nuevo Periodismo, que retoma los criterios narrativos para construir un relato a partir de hechos de la realidad. En escritor estadounidense Truman Capote con A sangre fría (1966), o el argentino Rodolfo Walsh con Operación masacre (1957) dejan claros ejemplos de grandes piezas literarias realizadas a partir de una profunda investigación periodística sobre hechos puntuales.

## La crónica radiofónica
La crónica en radio tiene una ventaja adicional: “Es mucho más sencillo mostrar un personaje con su voz que con palabras impresas que lo describan. La naturaleza fuertemente indicial de la voz humana tiene un valor inestimable a la hora de elegir mostrar, antes que explicar”.
En la crónica sonora no se necesita buscar las palabras precisas para describir la voz de un personaje tal y como es, sus inflexiones, su timbre, su acento, sus modismos, sus pausas y silencios. Lo mismo sucede con la descripción de ambientes o situaciones, ya que, utilizando los cuatro elementos del lenguaje radiofónico (voz, efectos de sonido, música y silencio) se puede retratar cada momento  de una manera más fiel.
Mladen Dolar expone tres aspectos fundamentales que logran desplazar el eje a la materialidad de la voz: el acento, la entonación y el timbre.
“¿En todas partes hay historias? Sí, pero hay que saber encontrarlas; no cualquier hecho, no cualquier persona, no cualquier lugar sino aquellos que llaman a ser contados. Por supuesto hay recetas. Hay intuición y trabajo: una buena mirada, muchas horas de paciencia para ver y escuchar. En eso coinciden todos los cronistas”.